# Stenopogon tristis
Stenopogon tristis är en tvåvingeart som först beskrevs av Johann Wilhelm Meigen 1820.  Stenopogon tristis ingår i släktet Stenopogon och familjen rovflugor. Inga underarter finns listade i Catalogue of Life.